# Gurania suberosa
Gurania suberosa är en gurkväxtart som beskrevs av Paul Carpenter Standley. Gurania suberosa ingår i släktet Gurania och familjen gurkväxter. Inga underarter finns listade i Catalogue of Life.